# Sân bay Bindlacher Berg
Sân bay Bindlacher Berg tên tiếng Đức Flughafen  (IATA: BYU, ICAO: EDQD), cũng có tên là Sân bay Bayreuth hay tên tiếng Đức là Flughafen Bayreuth, là một sân bay ở Bayreuth, bang Bayern, Đức.
Luftwaffe đã xây sân bay này năm 1936. Năm 1998 đến 2001, Augsburg Airways có tuyến bay với Frankfurt nhưng hiện nay không có tuyến bay nào.